# Louis Boivin (écrivain)
Pour les articles homonymes, voir Louis Boivin et Boivin.
Louis Boivin, frère de Jean Boivin, est un écrivain français né en 1649 et mort en 1724.

## Biographie
Né le 20 mars 1649 à Montreuil-l'Argilé, petite ville de Normandie dans le diocèse de Lizieux, de son père Louis Boivin, avocat, et de sa mère Marie Vattier, frère de Pierre Vattier, Louis Boivin poursuit ses études au collège des Jésuites de Rouen avant de rejoindre Paris pour étudier la philosophie au Collège Du Plessis puis la théologie, la jurisprudence et la médecine. Mais c'est dans la littérature qu'il s'épanouit au contact de Jean Chapelain.
En 1701, il est reçu à l'Académie des inscriptions et belles-lettres dont il devient pensionnaire en 1722. En 1703, il y publie une Dissertation sur la Période Julienne avant d'écrire Sur les différentes manières d'écrire une date suivant en cela l'œuvre du grammairien Censorin De die natali. S'ensuit l'Histoire de Zarine & de Stryangée tirée de l'Histoire Universelle de Nicolas de Damas. En 1714, il donne à l'Académie une Dissertation sur les Rois Pasteurs qui donna lieu à une dispute avec Antoine Banier sur le règne des Israélites en Égypte.
Il compose en dehors de l'Académie sous son nom trois poèmes chronologiques français sous le titre Vers Acromonostiques.

## Sources
Cet article comprend des extraits du Dictionnaire Bouillet. Il est possible de supprimer cette indication, si le texte reflète le savoir actuel sur ce thème, si les sources sont citées, s'il satisfait aux exigences linguistiques actuelles et s'il ne contient pas de propos qui vont à l'encontre des règles de neutralité de Wikipédia.
- Nouveau dictionnaire historique et critique, pour servir de supplément ou de continuation au Dictionnaire historique et critique de Mr. Pierre Bayle par Jacques George de Chaufepié, 1750-1756, Amsterdam, paragraphe Boivin Louis, à lire sur Numelyo.